# روبرت بيلا
روبرت بيلا (بالإنجليزية: Robert Bella)‏ هو ممثل ومخرج ومنتج وكاتب سيناريو أمريكي بدأ مسيرته الفنية سنة 1985.

## الأعمال
- ماغنوليا (1999)
- أنا رقم أربعة (2011)
- المساعدة (2011)
- فولاذ حقيقي (2011)
- حصان حرب (2011)
- لينكون (2012)
- ديليفيري مان (2013)
- نيد فور سبيد (2014)
- رحلة المائة قدم (2014)
- كاسل (2015)

## روابط خارجية
- روبرت بيلا على موقع IMDb (الإنجليزية)
- روبرت بيلا على موقع أول موفي (الإنجليزية)
- روبرت بيلا على موقع قاعدة بيانات الفيلم (الإنجليزية)